# Parioglossus neocaledonicus
Parioglossus neocaledonicus är en fiskart som beskrevs av Dingerkus och Bernard Séret 1992. Parioglossus neocaledonicus ingår i släktet Parioglossus och familjen Ptereleotridae. IUCN kategoriserar arten globalt som otillräckligt studerad. Inga underarter finns listade i Catalogue of Life.